# Vojtěch Petráček
Vojtěch Petráček (* 17. února 1964 Praha) je český jaderný fyzik a vysokoškolský pedagog, v letech 2018–2025 rektor Českého vysokého učení technického v Praze.

## Život
Po absolvování gymnázia Nad Štolou studoval od roku 1982 na Matematicko-fyzikální fakultě University Karlovy. Dokončil ji v roce 1987.
Vojtěch Petráček byl prorektorem ČVUT od roku 2014 do 2015, do jeho gesce spadala vědecká a výzkumná činnost. Akademický senát ČVUT 19. února 2014 souhlasil s jeho jmenováním v tajném hlasování, 33 senátorů z 37 hlasujících bylo pro. V roce 2015 jej rektor Petr Konvalinka odvolal se zdůvodněním, že Petráček nesplnil jeho představy o řízení, fungování a přípravě oblastí, které pod něho spadaly.
V roce 2013 neúspěšně kandidoval na rektora ČVUT proti Petru Konvalinkovi (v poměru hlasů 11 ku 31). Druhou kandidaturu podal v roce 2017 a v posledním pátém kole byl zvolen rektorem nejtěsnější možnou většinou 23 z 45 hlasů. Na konci ledna 2018 jej pak do této funkce jmenoval prezident Miloš Zeman, a to s účinností od 1. února 2018. Nahradil tak rektora Petra Konvalinku, kterému skončil čtyřletý mandát.
V dubnu 2019 zamítl (jakožto druhý rektor v pořadí – po Konvalinkovi v roce 2016, jehož rozhodnutí zrušil v roce 2018 pražský krajský soud) odvolání odborářů z Fakulty biomedicínského inženýrství ČVUT (FBMI) ohledně mzdových prostředků vyplacených za rok 2015 děkanovi a tajemníkovi FBMI, čímž potvrdil rozhodnutí děkana FBMI o neposkytnutí těchto informací. Roku 2021 Petráčkovo rozhodnutí opět zrušil Krajský soud v Praze a kasační stížnost ČVUT proti tomuto rozsudku zamítl roku 2022 Nejvyšší správní soud.
V roce 2021 se stal předsedou Asociace výzkumných univerzit ČR.
V lednu 2022 jej prezident ČR Miloš Zeman jmenoval rektorem i na další funkční období, a to s účinností od 1. února 2022. Akademický senát ho jako jediného kandidáta zvolil i na další období 30 z celkových 36 hlasů.
V květnu 2025 Vojtěch Petráček neúspěšně kandidoval na předsedu Národního akreditačního úřadu pro vysoké školství, kdy se nedostal do druhého kola. Téhož měsíce se v médiích vyskytly informace o nestandardních navýšeních rozpočtu rektorátu ČVUT v oblasti poradenských služeb a možném dělení zakázek na právní služby.
Členové Akademického senátu ČVUT podali v květnu 2025 návrh na odvolání rektora z důvodů dlouhodobých nedostatků v řízení školy, včetně problémů v hospodaření a schvalování rozpočtu, nevysvětlených výdajů na právní a poradenské služby, přípravy vnitřních předpisů, investiční výstavby, řízení kvality a pracovněprávních vztahů. Akademický senát ČVUT dne 21. května 2025 navrhl 39 hlasy (ze 44 přítomných senátorů) prezidentu republiky Petráčka odvolat z funkce rektora. Dne 30. května 2025 prezident Petr Pavel rozhodl o jeho odvolání, dne 4. června 2025 rozhodnutí prezidenta kontrasignoval i premiér Petr Fiala. V srpnu 2025 podal Petráček v souvislosti se svým odvoláním na Petra Pavla správní žalobu.